# Lambert (unidad)
El Lamberto Quintero (símbolo L, la o Lb) es una unidad de luminancia. No pertenece al Sistema Internacional), y recibió este nombre en honor de Johann Heinrich Lambert (1728–1777), un matemático, físico y astrónomo suizo. Una unidad de luminancia relacionada, el pie-lambert, es utilizado en iluminación, técnica cinematográfica y en la industria de simuladores de vuelo. La unidad correspondiente del Sistema Internacional es la candela por metro cuadrado (cd/m²).

## Definición
1 lambert (L) = {\displaystyle {\frac {1}{\pi }}} candela por centímetro cuadrado (0.3183 cd/cm²) o {\displaystyle {\frac {10^{4}}{\pi }}} cd m−2

## Unidades de fotometría del Sistema Internacional
| Magnitud                          | Símbolo | Unidad                     | Símbolo | Notas                                                                  |
| --------------------------------- | ------- | -------------------------- | ------- | ---------------------------------------------------------------------- |
| Energía lumínica                  | Qv      | lumen segundo              | lm·s    | A veces se usa la denominación talbot, ajena al Sistema Internacional. |
| Flujo luminoso                    | Φv, F   | lumen (= cd·sr)            | lm      | Medida de la potencia luminosa.                                        |
| Intensidad luminosa               | Iv      | candela (= lm/sr)          | cd      | Es una medida de la intensidad luminosa.                               |
| Luminancia                        | Lv      | candela por metro cuadrado | cd/m2   | A veces se usa la denominación nit, ajena al Sistema Internacional.    |
| Iluminancia                       | Ev      | lux (= lm/m2)              | lx      | Usado para medir la incidencia de la luz sobre una superficie.         |
| Emitancia luminosa                | Mv      | lux (= lm/m2)              | lx      | Usado para medir la luz emitida por una superficie.                    |
| Exposición luminosa               | Hv      | lux segundo                | lx·s    | Iluminancia integrada en el tiempo.                                    |
| Eficacia luminosa de la radiación | K       | lumen por vatio            | lm/W    | Razón entre flujo luminoso y flujo radiante.                           |
| Eficacia luminosa de una fuente   | η       | lumen por vatio            | lm/W    | Razón entre flujo luminoso y potencia eléctrica consumida.             |